# Emil Bolek
Emil Bolek (13. prosince 1897, Plzeň – 30. srpna 1961, Plzeň) byl český herec. Narodil se do rodiny Františka Bolka (*1862) a jeho ženy Apoleny, rozené Ženíškové (1866 – 1901). Byl strýcem (z 2. kolene) herce Miroslava Horníčka, neboť jeho matka byla sestrou Johany Lindauerové, rozené Ženíškové (*1857), babičky M. Horníčka z matčiny strany.

## Život
Byl zprvu prodavačem, později dělníkem v plzeňské Škodovce a zabýval se ochotnicky divadlem. Během první světové války hostoval v herecké společnosti A. Brázdy. První stálé angažmá získal v roce 1920 u společnosti Jana Otakara Martina a poté vystřídal ještě několik dalších divadelních společností. V letech 1923–1927 působil v Městském divadle na Kladně, v roce 1927 ve Východočeském divadle o od roku 1928 v Českém divadle v Olomouci. Na konci sezóny 1931 odešel s olomouckým ředitelem Antonínem Drašarem do Slovenského národního divadla v Bratislavě. V sezóně 1932/1933 hrál v pražském Osvobozeném divadle.
Později působil v Déčku E. F. Buriana, kde s válečnou přestávkou 1941–1945, strávenou v Městských divadlech pražských , hrál až do roku 1946. Již v Déčku byl za války členem divadelní odbojové skupiny vedené E. F. Burianem a členem stranického vedení divadla .
Od srpna 1946 až do konce roku 1957 byl členem činohry pražského Národního divadla.
14. června 1933, v Praze na Vinohradském magistrátu, se oženil s herečkou Marii Krausovou (*1899), se kterou měl syna Ivana (*1941), jenž však jako 7letý v roce 1948 zemřel. Jejich manželství bylo v roce 1955 rozvedeno.

## Ocenění
- 1958 titul zasloužilý umělec

## Divadelní role, výběr
- 1932 V+W: Robin Zbojník, Dobrý král Edward, Osvobozené divadlo, režie Jindřich Honzl
- 1933 V+W: Svět za mřížemi, básník Apollo Rum, Osvobozené divadlo, režie Jindřich Honzl
- 1934 E. F. Burian dle W. Shakespeara: Kupec benátský, Lancelot, D35, režie E. F. Burian
- 1941 Vítězslav Nezval: Loretka, Ředitel baru, D41, režie E. F. Burian
- 1941 Jaroslav Pokorný: Plavci, vorař, D41, režie E. F. Burian
- 1941 Vítězslav Nezval: Manon Lescaut, hostinský, D41, režie E. F. Burian
- 1941 Jan Vtelenský: Milenec manželem, manžel, D41, režie E. F. Burian
- 1946 Josef Čapek, Karel Čapek: Ze života hmyzu, Jiný chrobák, Národní divadlo, režie Jindřich Honzl
- 1947 J. K. Tyl: Strakonický dudák, Mikuli, Národní divadlo, režie Jiří Frejka
- 1949 Alois Jirásek: Lucerna, Sejtko, Národní divadlo, režie Josef Pehr
- 1949 Edmond Rostand: Cyrano z Bergeracu, Odelet, Tylovo divadlo, režie František Salzer
- 1950 William Shakespeare: Zkrocení zlé ženy, Slušný starý pán z Mantovy, Tylovo divadlo, režie František Salzer
- 1951 Carlo Goldoni: Sluha dvou pánů, Druhý nosič, Tylovo divadlo, režie Karel Dostal
- 1954 William Shakespeare: Benátský kupec, Tubal, Tylovo divadlo, režie František Salzer
- 1957 Karel Čapek: Bílá nemoc, První malomocný, Národní divadlo, režie František Salzer
- 1958 William Shakespeare: Král Lear, Posel vévody z Kornwallu, Národní divadlo, režie František Salzer

## Filmové role, výběr
- 1940 Dceruška k pohledání, prof. Johnny Novák, režie Václav Binovec
- 1942 Přijdu hned, bednář, režie Otakar Vávra
- 1944 Pancho se žení, soused, režie Rudolf Hrušínský a František Salzer